# 黒川春樹
黒川 春樹（くろかわ はるき、1982年4月7日 - ）は、日本の野球指導者。埼玉西武ライオンズS&Cスタッフ。

## 経歴
トロント・ブルージェイズ1Aのストレングスコーチを務めたのち、2011年まで埼玉西武ライオンズの通訳兼トレーニングコーチ補佐を務め、2012年より一軍トレーニングコーチを務める。2019年からはコーチという枠組みではなくなり、二軍のS&C（ストレングス&コンディショニング）スタッフとして在籍している。2025年時点の役職はハイパフォーマンスディレクター。

## 詳細情報

### 背番号
- 95 （2012年 - 2018年）